# Samsung Galaxy Beam
De Samsung Galaxy Beam i8530 is een smartphone van het Zuid-Koreaanse conglomeraat Samsung die voor het eerst werd tentoongesteld op het Mobile World Congress 2012 in Barcelona. Het toestel maakt gebruik van het Android-besturingssysteem van het internetbedrijf Google. Het toestel is in Nederland te koop rond 300 euro.

## Buitenkant
De Galaxy Beam wordt bediend door middel van een capacitief touchscreen. Dit tft-scherm heeft een schermdiagonaal van 10,2 cm en is in staat om 16 miljoen kleuren weer te geven. De telefoon heeft een resolutie van 480 bij 800 pixels. Onder aan het scherm bevinden drie knoppen, van links naar rechts: een capacitieve menuknop, een vaste startknop en een capacitieve terugkeerknop. Vergeleken met andere smartphones, is de Galaxy Beam erg dik: 1,25 centimeter. Aan de achterkant zit een camera van 5 megapixel, met aan de voorkant een camera voor videobellen.

## Binnenkant
De telefoon beschikt over een 1,0GHz-dualcore-processor van het type NovaThor U8500. Het ingebouwde werkgeheugen is 768 MB groot en het opslaggeheugen is 8 GB, wat tot 32 GB uitgebreid kan worden. De telefoon heeft een lithium-ion-batterij van 2000 mAh.

## Projector
Het toestel bevat een projector ("beamer") waarmee de gebruiker het scherm kan weergeven op een lichtreflecterend oppervlak.
Galaxy ·
Galaxy 3 ·
Galaxy 5 ·
Ace 2 ·
Ace plus ·
Ace ·
Beam ·
Core ·
Express ·
Fit ·
Fame ·
Gio ·
Grand ·
Mega ·
Mini ·
Nexus ·
Note ·
Note 2 ·
Note 3 ·
Player ·
Pocket ·
Pocket 2 ·
Portal ·
Prevail ·
R ·
TxT ·
Spica
W ·
Xcover ·
Y ·
Y2

A-serie:
A3 ·
A5 ·
A6 ·	
A7 ·
A8 ·
A9 ·
A00 ·
A10 ·
A20 ·
A30 ·
A40 ·
A50 ·
A60 ·
A70 ·
A80 ·
A90

S-serie:
Galaxy S ·
S Plus ·
S Advance ·
S Duos ·
S II ·
S II Plus ·
S III ·
S III Mini ·
S4 ·
S4 Mini ·
S5 ·
S5 Mini ·
S5 Plus ·
S5 Neo · 
S6 ·
S7 ·
S8 ·
S9 ·
S10 ·
S20 ·
S21 ·
S22 ·
S23 ·
S24